# TopCoder
TopCoder — це компанія, яка організовує змагання з програмування. Під керівництвом TopCoder проходять регулярні як алгоритмічні онлайн-змагання (прості матчі або марафони), так і змагання з дизайну та розробки програмного забезпечення. В результаті останніх створюється високоякісне програмне забезпечення, яке ліцензоване для продажу компанією TopCoder. Учасники ж змагань отримують платню згідно з досягнутими результатами. Алгоритмічні змагання, як правило, не приносять прибутку компанії, але вони можуть спонсоруватися зацікавленими компаніями. Статистика учасника ведеться по кожному типу змагань і містить у собі рейтинг та інші показники.

## Типи змагань
- Алгоритми (англ. Algorithm): учаснику пропонується розв'язати три алгоритмічні задачі за 75 хвилин. Алгоритмічний матч поділяється на 4 фази. Впродовж кодінгу (англ. Coding Phase) учасники пишуть розв'язки на одній з дозволених мов програмування. Ці розв'язки можна перевірити на кількох доступних прикладах тестів. Якщо учасник вважає, що його розв'язок правильний, то він може здати задачу і отримати за це певну кількість балів. Бали за задачу залежать від її складності та часу, який учасник витратив на розв'язування. Після цієї фази настає перерва. За ці декілька хвилин учасники можуть обговорити задачі чи просто відпочити і підготуватись до останньої фази змагання, де від них ще щось залежить. У сленгу кодерів ця фаза носить ім'я «челендж-фаза» (англ. Challenge Phase). Оскільки розв'язки, відправлені впродовж кодінгу, не перевіряються на повному наборі тестів, то серед них можуть бути неправильні. Основне завдання «челенджу» — пошук таких розв'язків. Учасникам стають доступними для перегляду розв'язки інших. Якщо хтось вважає, що побачив помилку в певному розв'язку, то він може його «челенджити» — перевірити на певному тесті. Якщо розв'язок дасть на тесті правильний результат — 25 балів втратить той, хто «челенджив», в протилежному випадку він отримає додаткові 50 балів, а автор розв'язку втратить всі бали за задачу. Розв'язок, що не проходить «челендж», перестає бути доступним для повторних «челенджів».Остання фаза — системні тести (англ. System Test). Впродовж системних тестів всі розв'язки, помилки в котрих не були виявлені на попередній фазі, перевіряються на максимально повному наборі тестів. Якщо розв'язок дає результат, що не збігається з правильним, хоч на одному тесті — його автор втрачає всі бали за дану задачу.
- Марафон (англ. Marathon Matches): на відміну від попереднього типу змагань, учаснику пропонується розв'язати одну, значно складнішу задачу. Тривалість змагання істотно довша — як правило 1-2 тижні. В більшості випадків, задача передбачає евристичне рішення, яке не може бути єдиноправильним.
- Концептуалізація (англ. Conceptualization): учасник працює із замовниками програмного забезпечення з метою створення бізнес-вимог (англ. Business Requirements Document) для аплікації.
- Специфікація (англ. Specification): учасник із документів, отриманих від клієнта і змагань з концептуалізації, створює формальну TopCoder Requirements Specifications документацію.
- Архітектура (англ. Architecture): учасник, отримавши всю потрібну документацію з ранніх змагань, створює архітектуру аплікації. Під час цього виду змагань іде виділення функціональних блоків (компонент) додатку, що дає можливість проводити паралельні змагання по кожній з компонент.
- Дизайн (англ. Component Design): учасники створюють дизайн компоненти, продюсуючи потрібні UML-діаграми та специфікацію компоненти. Переможець змагань, як правило, надає інформаційну підтримку учасникам наступного етапу — девелопменту.
- Девелопмент (англ. Component Development): учасник розробляє компоненту згідно з отриманою документацією від дизайнера.
- Зведення (англ. Assembly): на даному етапі відбувається зведення аплікації учасниками згідно з архітектурою, використовуючи вже готові компоненти із проведених змагань.
- Тестування (англ. Testing): учасникам ставиться завдання, яке полягає у тестуванні розробленого додатку.
- Виловлення помилок (англ. Bug Races): Швидкі змагання для виправлення помилок, знайдених у готових продуктах. На відміну від інших типів змагань, виграє той, хто зробить швидше за інших і вірно.